# Frente Única Gaúcha
A Frente Única Gaúcha (FUG) foi uma união de partidos políticos do estado do Rio Grande do Sul. Também chamada de Frente Única Rio-Grandense (FURG).
Foi formada em 1928, pouco após Getúlio Vargas ter tomado posse como governador do estado. Reunia o Partido Republicano Riograndense, liderado por Borges de Medeiros, e o Partido Libertador, liderado por Assis Brasil.
Em 1929 integrou a campanha da Aliança Liberal à Presidência da República, apoiando Getúlio Vargas. Em 1932, houve uma cisão entre os partidos, dando origem ao Partido Republicano Liberal, liderado por Flores da Cunha.
Foi extinta pelo Decreto nº 37, de 2 de dezembro de 1937.